# Вестем
Вестем (нід. Westhem) — село в нідерландській провінції Фрисландія. Входить до муніципалітету Південно-Західна Фрисландія.
Його площа становить 3,17км², а населення станом на 2021 рік складало 70 осіб.
Перша згадка про населений пункт датується 13-им сторіччям.

## Галерея

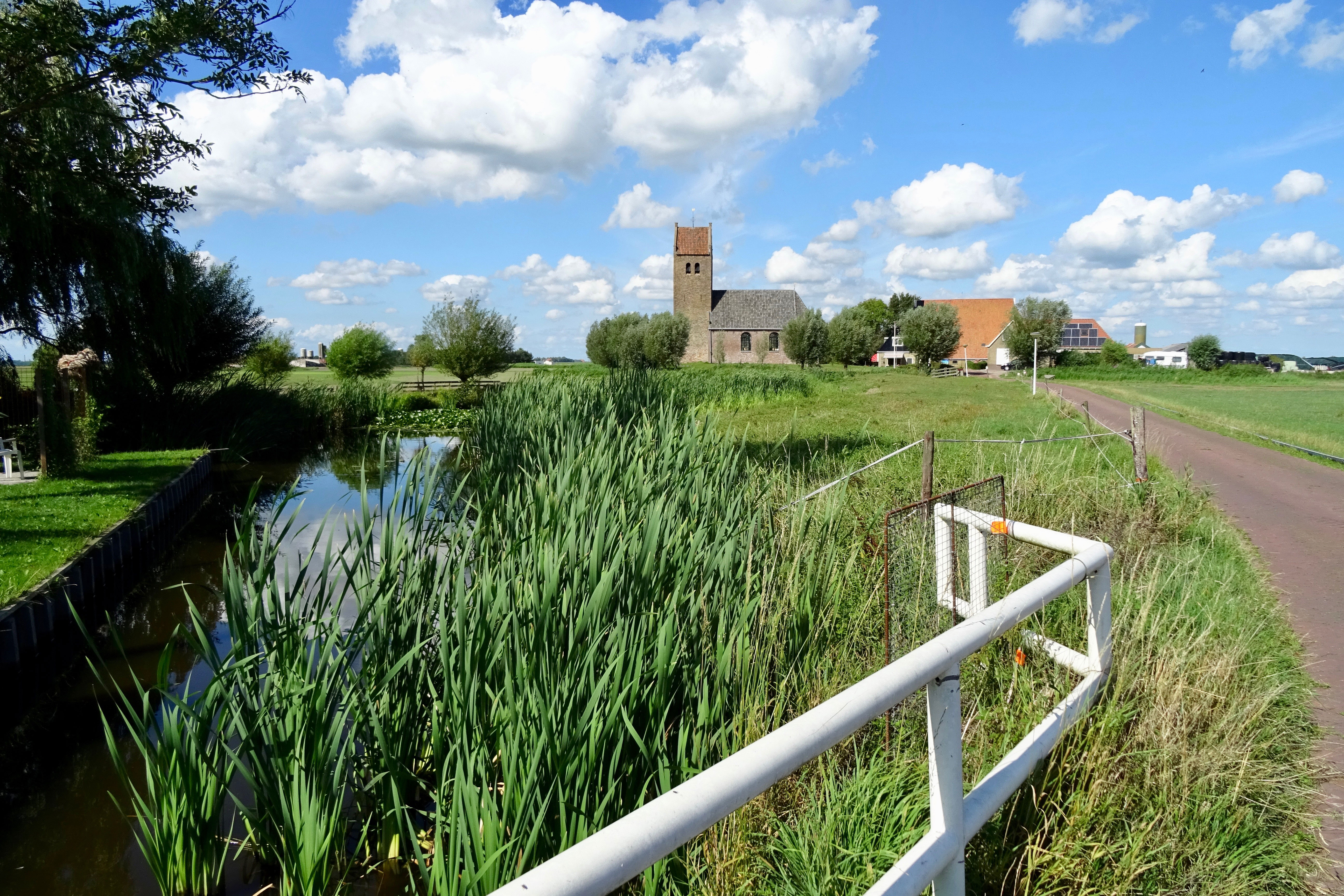
Вид на Вестем
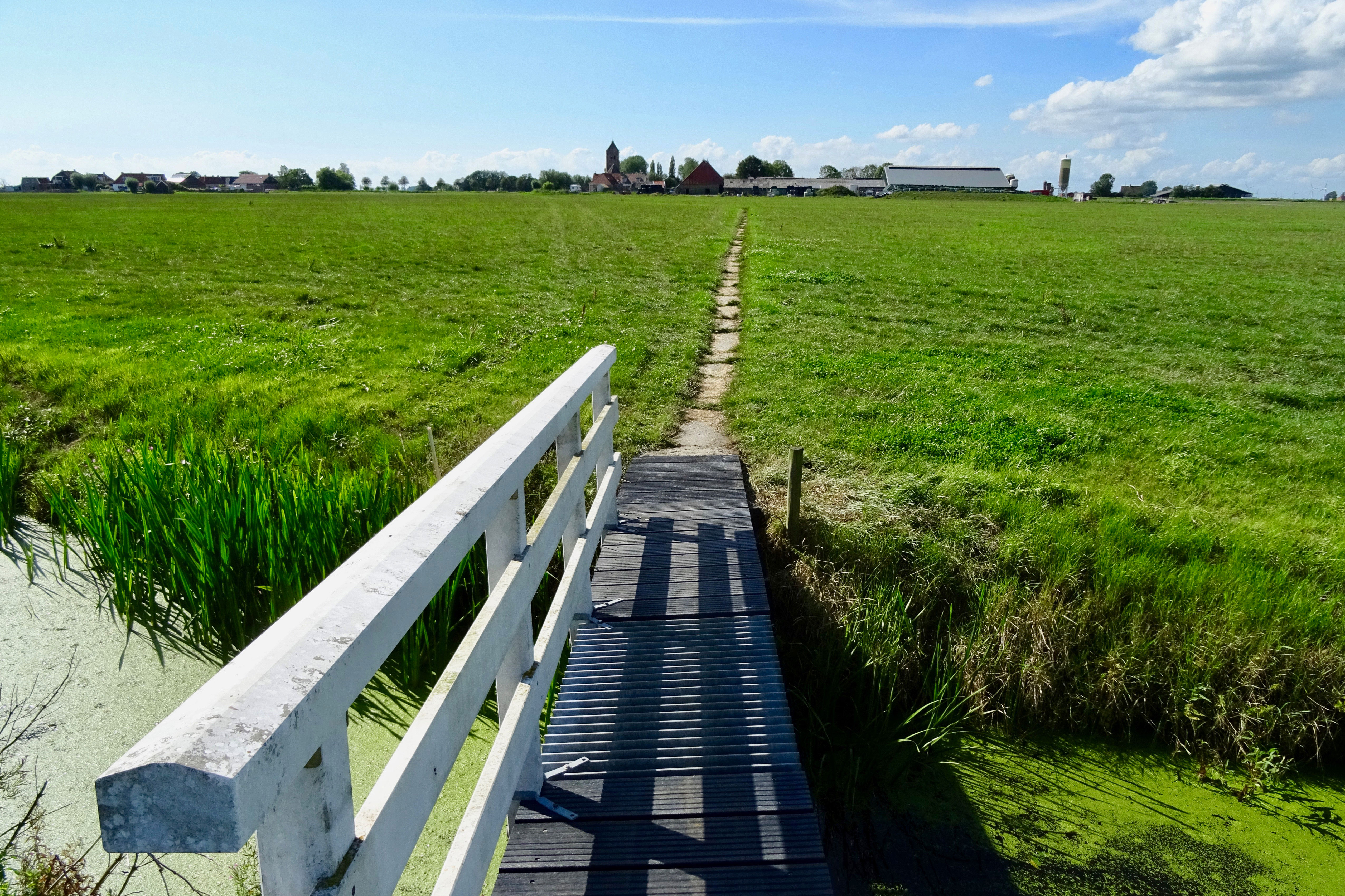
Стежка до села